# Scleria porphyrocarpa
Scleria porphyrocarpa är en halvgräsart som beskrevs av E.A.Rob. Scleria porphyrocarpa ingår i släktet Scleria och familjen halvgräs. Inga underarter finns listade i Catalogue of Life.